# Airaca-Lau (Ort)
Airaca-Lau (Airacalau, Airakalau) ist eine osttimoresische Siedlung im Suco Aituto (Verwaltungsamt Maubisse, Gemeinde Ainaro).

## Geographie und Einrichtungen
Das Dorf Airaca-Lau liegt im Westen der Aldeia Airaca-Lau, auf einer Meereshöhe von 1476 m. Es befindet sich an der Überlandstraße von Maubisse nach Same, über die man nach Norden zunächst das Dorf Lientuto erreicht, nach Süden das Dorf Betulala.
In Airaca-Lau befinden sich ein Markt und die Kapellen Leki Baulu und Airaca-Lau.